# Pachalúm
Pachalúm é uma cidade da Guatemala do departamento de El Quiché.